# Павлючки (Сумская область)
Павлючки (укр. Павлючки) — село,
Великовольмовский сельский совет,
Сумский район,
Сумская область,
Украина.
Код КОАТУУ — 5924782004. Население по переписи 2001 года составляло 20 человек.

## Географическое положение
Село Павлючки находится между реками Сухоносовка и Стрелка.
На расстоянии в 1 км от села расположены сёла Великие Вильмы и Шапошниково, в 1,5 км — сёла Никонцы и Великий Яр.
Рядом проходит автомобильная дорога Н-07.